# Katharina Schratt

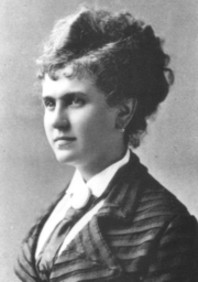
Katharina Schratt, vor 1900

Katharina Schratt (* 11. September 1853 in Baden bei Wien, Kaisertum Österreich; † 17. April 1940 in Wien, Deutsches Reich) war eine österreichische Schauspielerin, die wegen ihrer langjährigen privaten Beziehung zu Kaiser Franz Joseph I. große Bekanntheit erlangte.

## Leben

### Lebenslauf
Katharina Schratt war die Tochter des Papier- und Bürowarenhändlers Anton Schratt (1804–1883). Sie hatte zwei Brüder.
Bereits im Alter von sechs Jahren entdeckte sie ihre Liebe zum Theater. Die Eltern versuchten alles, um ihre Tochter von der Schauspielerei fernzuhalten. So schickten sie die Tochter nach Köln in ein Internat. Sie arbeitete wiederum hartnäckig an der Realisierung ihres Vorhabens. Mit 15 Jahren trat sie das erste Mal in Leobersdorf auf. Das Stück, in dem sie spielte, hieß zufällig Eigensinn. Anschließend durfte sie doch die Kierschnersche Schauspielschule in Wien besuchen.
Ihr Debüt gab die Siebzehnjährige als Gast der Wiener Theater-Akademie in ihrer Heimatstadt Baden. Ihr erstes fixes Engagement führte sie 1872 an das Hoftheater in Berlin, an dem sie bereits nach kurzer Zeit nennenswerte Erfolge verbuchen konnte. Katharina Schratt blieb allerdings nur wenige Monate in Berlin, bevor sie dem Ruf an das Wiener Stadttheater folgte. Nach einem Engagement am Deutschen Hoftheater in Sankt Petersburg folgte eine selbstgewählte Pause.
Im Frühjahr 1879 heiratete sie den ungarischen Konsularbeamten Miklos Baron Kiss de Ittebe (auch: Nikolaus Baron Kiß von Ittebe; 1852–1909). Von ihrem Ehemann, der als Lebemann galt, trennte sie sich schon 1880 wieder, jedoch ohne sich scheiden zu lassen. Im selben Jahr wurde ihr Sohn Anton geboren (1880–1970).
Nach einem Gastspiel in New York kehrte sie 1883 wieder ans führende Theater in Wien zurück, das Hofburgtheater. Wiederum feierte „die Schratt“ einen Erfolg nach dem anderen und wurde zu einer der beliebtesten Schauspielerinnen ihrer Zeit in Österreich. 1887 erfolgte die Ernennung zur Hofschauspielerin.

### Beziehung zu Kaiser Franz Joseph

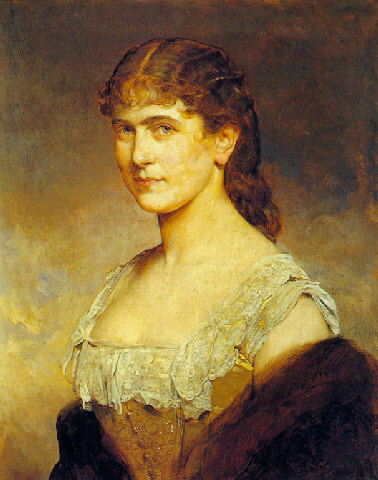
Katharina Schratt im Abendkleid, Gemälde von Heinrich von Angeli

Als prominentes Mitglied des Hofburgtheaters war die Schauspielerin zu allen großen Festen Wiens geladen, so auch zum „Ball der Industriellen“ im Jahr 1885, wo sie erstmals – abgesehen von einer Audienz 1883 – ein längeres Gespräch mit Kaiser Franz Joseph I. führte. Nach einer Theateraufführung im mährischen Schloss Kremsier für den russischen Zaren Alexander III. wurden die anwesenden Künstler zum Souper mit den Monarchen gebeten. Bei dieser Gelegenheit traf Katharina Schratt erstmals auf Kaiserin Elisabeth, die von nun an den Kontakt zwischen der Schauspielerin und dem Kaiser förderte. Die Freundschaft zwischen Katharina Schratt und Kaiser Franz Joseph währte mit einer Unterbrechung 1900/01 (nach Meinungsverschiedenheiten mit dem Kaiser) bis zu seinem Tod im November 1916, obwohl sie sich schon nach dem Tod von Kaiserin Elisabeth im Jahr 1898 etwas abgekühlt hatte.

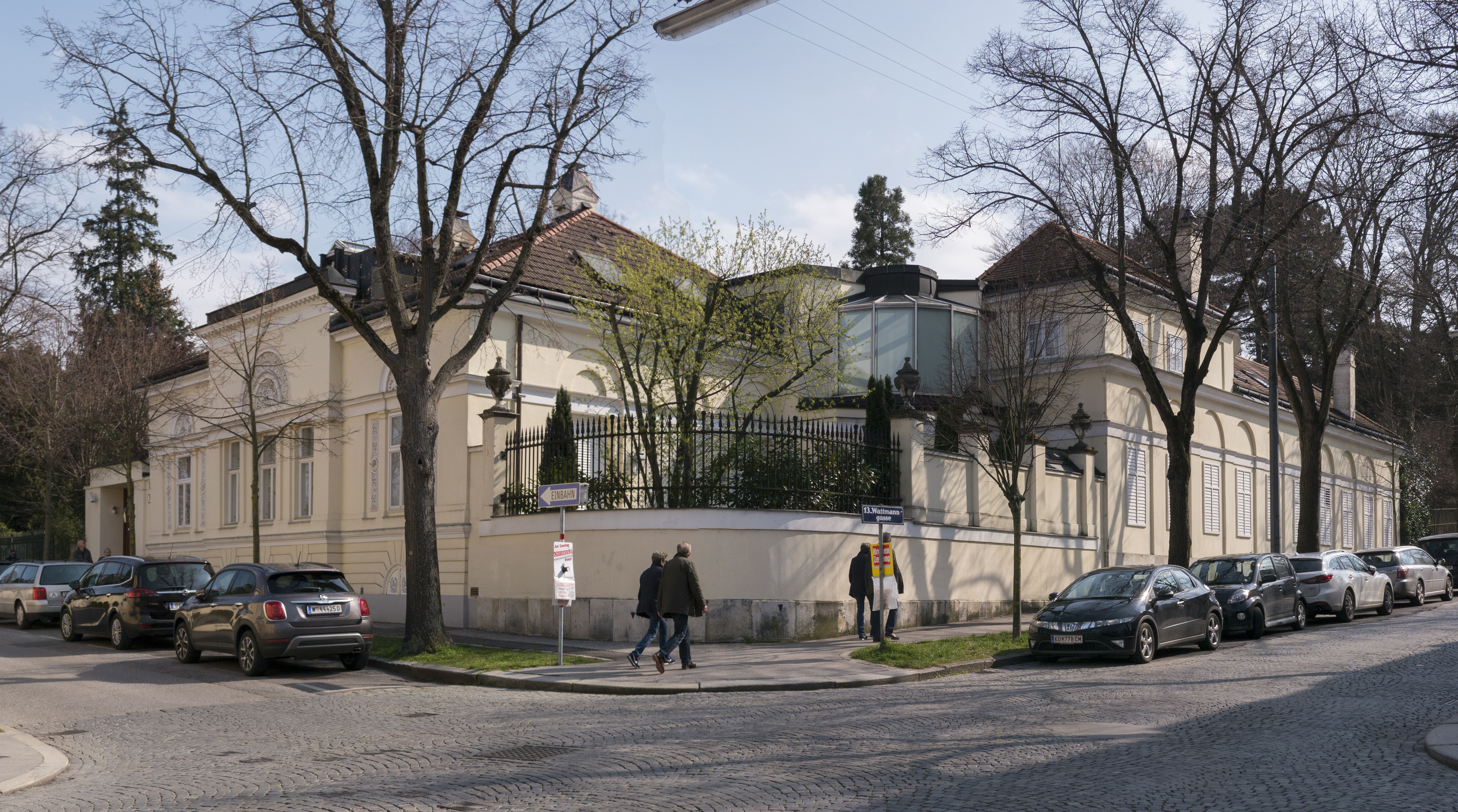
Villa Schratt in der Gloriettegasse in Hietzing

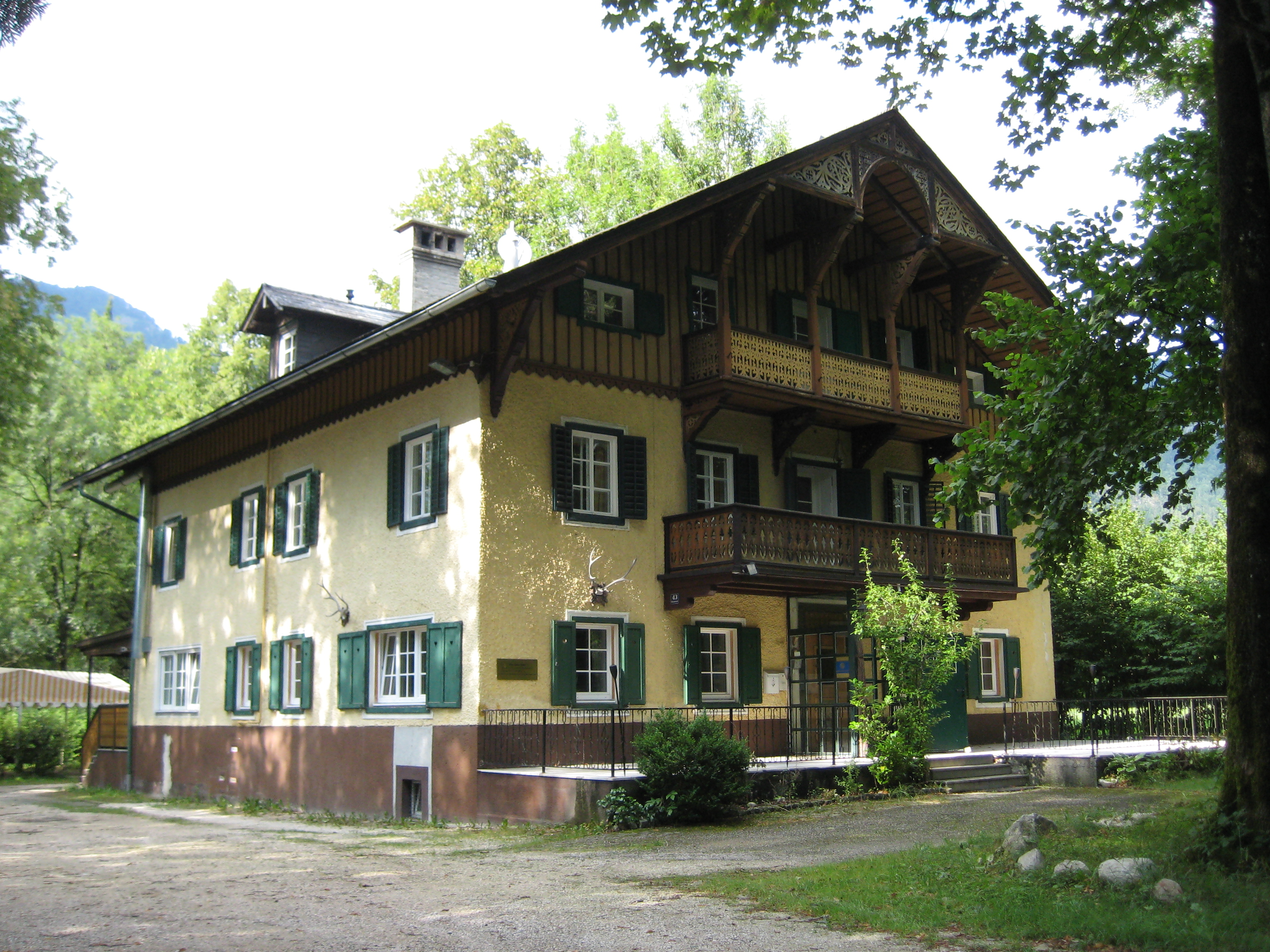
Villa Felicitas in Bad Ischl

Über die Art ihrer Beziehung zum Kaiser ist sehr viel gemutmaßt worden. Während er seit 1878 mit Anna Nahowski eine vor Familie und Öffentlichkeit verborgene sexuelle Beziehung führte, wurde Schratt stets nur als eine eng vertraute Gesellschafterin und rein platonische Freundin dargestellt. Der Historiker Karl Vocelka vertrat in seiner 2015 erschienenen Franz-Josephs-Biographie jedoch die durch Indizien gestützte These, dass es zwischen Katharina Schratt und dem Kaiser sehr wohl – zumindest in den ersten Jahren der Beziehung – zu sexuellen Kontakten gekommen war. Fürstin Nora Fugger, welche das Kaiserpaar ebenso wie Schratt persönlich kannte, vertrat in ihrem noch zu deren Lebzeiten erstmals veröffentlichten Buch Im Glanz der Kaiserzeit selbstredend die Ansicht einer rein platonischen Beziehung zum Kaiser: 
„Um den Kaiser wurde es stiller und einsamer. Da erkannte die Kaiserin die Notwendigkeit, eine Zerstreuung und eine anregende Gesellschaft für ihn zu suchen.“ 
Da der Kaiser seit dem Industriellenball 1885 keine Vorstellung des Burgtheaters versäumte, bei welcher Schratt auftrat, fiel die Wahl einer „Freundin“ für den Kaiser auf sie. Elisabeth ließ den Maler Heinrich von Angeli beauftragen, ein Porträt der Künstlerin anzufertigen. Bei der letzten Sitzung besuchten der Kaiser und die Kaiserin – für Schratt überraschend – das Atelier. In einem angeregten Gespräch kündigte Franz Joseph der Schauspielerin an, sie bei ihrem Sommeraufenthalt am Wolfgangsee von Ischl aus zu besuchen, was er auch tat.
„Kaiserin Elisabeth war eine kluge Frau und sie hatte genug Menschenkenntnis, um in Frau Schratt gerade jene Frau zu sehen (…), den Kaiser zu erheitern und ihn seine Einsamkeit vergessen zu machen. Und sie wußte auch, daß sie zu diesem Freundschaftsverhältnis ihre Genehmigung geben könne, daß die Beziehungen des Kaisers zur Künstlerin niemals die Grenzen des Erlaubten überschreiten würden. Die Kaiserin hat sich darin nicht getäuscht – wenn auch die große Welt es nicht glauben wollte. Kaiserin Elisabeth ist auch an dem Charakter der Freundin ihres Mannes nie irre geworden. Ja, sie selbst war in voller Aufrichtigkeit die dritte in diesem geschichtlich wohl einzig dastehenden Freundschaftsbunde.“
Der Kaiser suchte seinerseits aktiv die Gesellschaft von Schratt und ging beinahe täglich mit ihr im Park von Schloss Schönbrunn spazieren; mitunter ließ er sich bei gutem Wetter eigens dafür aus der Hofburg hinausfahren. Wenn er in Schönbrunn residierte, kam er regelmäßig zum Frühstück in die Villa Schratt und holte nachmittags die Schauspielerin nochmals zum Spaziergang ab. Öfters dinierte er auch abends bei ihr, die gelegentlich einzelne Gäste dazu einlud. Da er auf diese Art der Begleitung auch in der Sommerfrische nicht verzichten mochte, mietete sie in Bad Ischl in der Nähe der Kaiservilla die Villa Felicitas.
Katharina Schratt war auch in der Hofburg anwesend, als am Vormittag des 30. Jänner 1889 Graf Josef Hoyos aus Schloss Mayerling eintraf, um die Nachricht vom Selbstmord von Kronprinz Rudolf mit Mary Vetsera zu überbringen. Hoyos informierte zunächst die Kaiserin; diese begab sich sogleich zu Frau Schratt. Sie war ebenfalls von dieser Nachricht schwer getroffen und beriet sich gerade mit Hoyos und der Kaiserin, als Franz Joseph eintrat. Seine ersten Worte auf die Nachricht sollen gewesen sein: „Um Gottes Willen... Wie soll man das den Menschen sagen?“
Vom Kaiser erhielt die Schauspielerin, die einen sehr großzügigen Lebensstil pflegte und zudem eine leidenschaftliche Spielerin war, immer wieder finanzielle Zuwendungen, um ihre enormen Schulden zu tilgen. Außerdem überhäufte der Kaiser sie mit wertvollem Schmuck und schenkte ihr eine Villa in der Gloriettegasse 9 in Hietzing, nahe dem Schloss Schönbrunn. Alleine im Jahr 1911 soll Schratt Zuwendungen in der Höhe von umgerechnet rund 14,5 Millionen Euro als Abfertigung vom Kaiser erhalten haben. Sie bezog zudem eine (auf die gut 30-jährige Dauer der Beziehung hochgerechnete) Apanage in der Größenordnung von mehreren 100.000 Euro. Zudem erreichte sie, dass ihr nur als mittelmäßig begabt geltender Ehemann eine diplomatische Karriere einschlagen konnte.

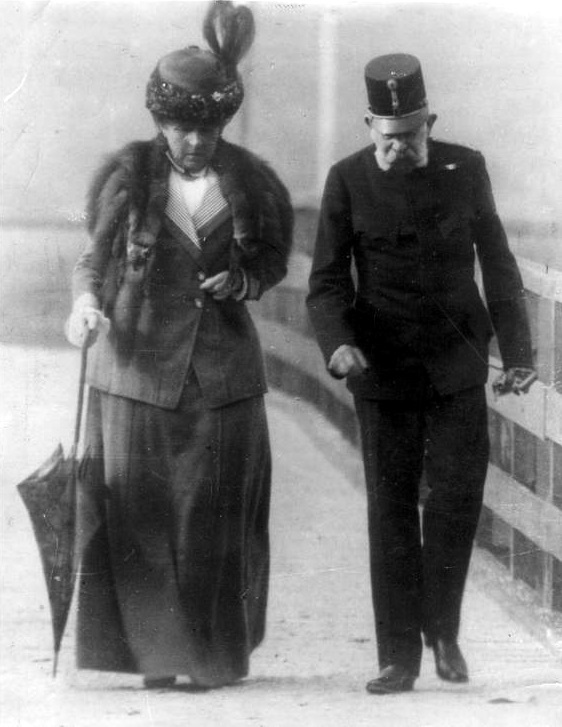
Katharina Schratt und Franz Joseph bei einem Spaziergang in Bad Ischl (um 1910)

Ihre Nähe zum Kaiser war dem Zweiten Obersthofmeister Fürst Alfred von Montenuovo ein Dorn im Auge, weshalb er gegen sie intrigierte. Auf sein Geheiß wurde von Burgtheaterdirektor Paul Schlenther ein von Schratt vorgeschlagenes Stück, an dem sie die Aufführungsrechte erworben hatte, abgelehnt. Die eher fadenscheinige Begründung war, man könne die Figur des Kaisers Napoleon I. nicht auf einer Wiener Bühne auftreten lassen. Die 47-jährige Schratt nahm nach dieser Brüskierung einen längeren Urlaub und reichte schließlich im Oktober 1900 ihren Abschied ein, vermutlich in der Absicht, den Kaiser zur Intervention zu bewegen. Doch dieser mied jegliche Auseinandersetzungen und bewilligte zu ihrer Empörung ohne die geringsten Einwände ihren Abschied. Daraufhin hielt sich Schratt aus Rache ein ganzes Jahr von Wien und dem Kaiser fern. Obwohl die Besuche des Burgtheaters zu den wenigen Zerstreuungen des einsam gewordenen 70-Jährigen Monarchen gehörten, soll er es fortan nie wieder betreten haben.
Seit dem Tod der Kaiserin 1898 hatte Schratt ihre stärkste Fürsprecherin bei Hofe verloren, auch wenn sie dem Kaiser immer noch nahestand. Durch den Fortgang der Hofdame Ida Ferenczy vom Hof verlor Schratt zudem die Möglichkeit arrangierter Mittagessen mit dem Kaiser. Dessen Tochter Marie Valerie war die Beziehung ihres Vaters zur Schauspielerin ebenfalls ein Dorn im Auge; sie befürchtete einen schlechten moralischen Einfluss auf ihre Kinder und versuchte sich gegen die Freundschaft aufzulehnen.
Ihren vermeintlich großen Einfluss auf den Kaiser nützte Katharina Schratt nicht aus und beteuerte stets, sich nicht für Politik zu interessieren. Franz Joseph ließ allerdings Einmischungen ihrerseits, wie durch Brigitte Hamann belegt, auch gar nicht zu. Sie dürfte nur ein einziges Mal, zu Gunsten ihres in Bedrängnis gekommenen Freundes Alexander Girardi, beim Kaiser interveniert haben. Der sehr beliebte Volksschauspieler stand kurz davor, von seiner Frau Helene Odilon mit Hilfe von Julius Wagner-Jauregg für verrückt erklärt und entmündigt zu werden. Dank dem Einsatz von Schratt wurde Girardi von einem unabhängigen Gutachter untersucht und für vollkommen gesund erklärt; dies war der Anstoß zu einer Reformierung des österreichischen Neurologie-Wesens.
Im Jahr 1903 plante die in finanzielle Bedrängnis geratene Schratt eine Tournee durch die Vereinigten Staaten. Führende Wiener Kreise befürchteten, die amerikanischen Theater und Zeitungen würden sie als „die Mätresse des österreichischen Kaisers“ bewerben. Jedoch konnte durch Intervention ihrer guten Bekannten und ehemaligen Nachbarin Nora Fugger der Kaiser dazu bewogen werden, ihr die Tournee auszureden. Er glich ihr den Ausfall finanziell aus.
Für den größten Theaterskandal in der Monarchie sorgte Katharina Schratt im Jahr 1903, als sie – die „Freundin des Kaisers“ – in Franz von Schönthans Lustspiel Maria Theresia am Deutschen Volkstheater die gleichnamige Kaiserin spielte. Der Journalist Karl Kraus prangerte in seiner Zeitschrift Die Fackel den Umstand, dass Schratt als Kaiserin zu sehen war, als „Gipfel der Geschmacklosigkeit“ an. Kraus sprach von „Schäbigkeit der Gesinnung, Schwindel und widerlichster Anzüglichkeit, um vor einem nach Klatsch geilen Publikum die leeren Kassen eines Geschäftstheaters füllen zu helfen“. Während der Kaiser und die Schauspielerin bis dahin immer darauf geachtet hatten, ihre Beziehung nicht in die Öffentlichkeit zu tragen, habe die Schauspielerin nun die Grenzen des guten Geschmacks verlassen. Sie soll in dieser Produktion sogar jenen Schmuck getragen haben, den ihr Franz Joseph geschenkt hatte. Dieser konnte den Skandal nicht glauben und schrieb irritiert an sie: „In der Zeitung habe ich gelesen, dass Sie die Maria Theresia spielen werden. Ist das wahr?“ Für Katharina Schratt bedeutete dies zugleich das Ende ihrer Schauspielkarriere; sie betrat nach dem Skandal nie wieder eine Bühne.
1909 starb ihr Ehemann Baron Kiss und hinterließ ihr das von ihr seit 1890 bewohnte und von ihm im Jahr 1907 erworbene Palais Königswarter auf dem Kärntner Ring Nr. 4, schräg gegenüber der Wiener Staatsoper.

#### Vermeintliche Ehe mit dem Kaiser und weitere Beziehungen
Georg Markus publizierte in mehreren Auflagen ab 1982 eine Schratt-Biografie mit Belegen und Hinweisen zugunsten einer geheim geschlossenen Gewissensehe zwischen dem Kaiser und der Schauspielerin. Kern der Argumentation waren mehrere eidesstattliche Erklärungen, die abgedruckt wurden. Die diesbezüglichen Urkunden im erzbischöflichen Archiv in Wien waren allerdings knapp vor dem Anschluss Österreichs vernichtet worden, sodass es keine originalen Beweisstücke gibt. In seinem 2013 veröffentlichten Buch Es war ganz anders kam er auf Schratt zurück und wies anhand historischer Briefe nach, dass Katharina Schratt neben Franz Joseph auch mit anderen Männern eng befreundet war: mit Hans Graf Wilczek, der ihr Liebesbriefe widmete, ihrem Schauspielerkollegen Viktor Kutschera, mit dem sie im damaligen Deutschen Volkstheater in Wien als Maria Theresia und Franz Stephan von Lothringen auftrat, und mit Ferdinand von Sachsen-Coburg-Koháry, dem späteren König von Bulgarien.
Die Grundlagen der Argumente für eine geheime Ehe, wie sie von Georg Markus vorgebracht worden waren, wurden ab 1992 von Brigitte Hamann als „mysteriöse Eintragungen in einem nicht mehr vorhandenen Buch“ in Zweifel gezogen. Dies nicht zuletzt auch unter Hinweis darauf, dass selbst eine geheime Ehe nach den damaligen Rechtsvorschriften auch im staatlichen Bereich als gültige Ehe anzuerkennen gewesen wäre und Erbansprüche der überlebenden Gattin gegen den Kaiser ausgelöst hätte. Solche hat sie aber nie geltend gemacht. Andererseits hatte Katharina Schratt vom Kaiser bereits zu Lebzeiten Beträge in der Höhe von mehreren Millionen Kronen erhalten, die allenfalls auf eine Erbschaft anzurechnen gewesen wären. Die veröffentlichten Briefe des Paares geben keine Hinweise in diesem Zusammenhang. Auch ist wenig glaubhaft, dass Frau Schratt, selbst nach dem Ende der Monarchie, eine so fundamental bedeutende Tatsache jahrzehntelang vor der Welt verborgen gehalten hätte.

### Lebensabend

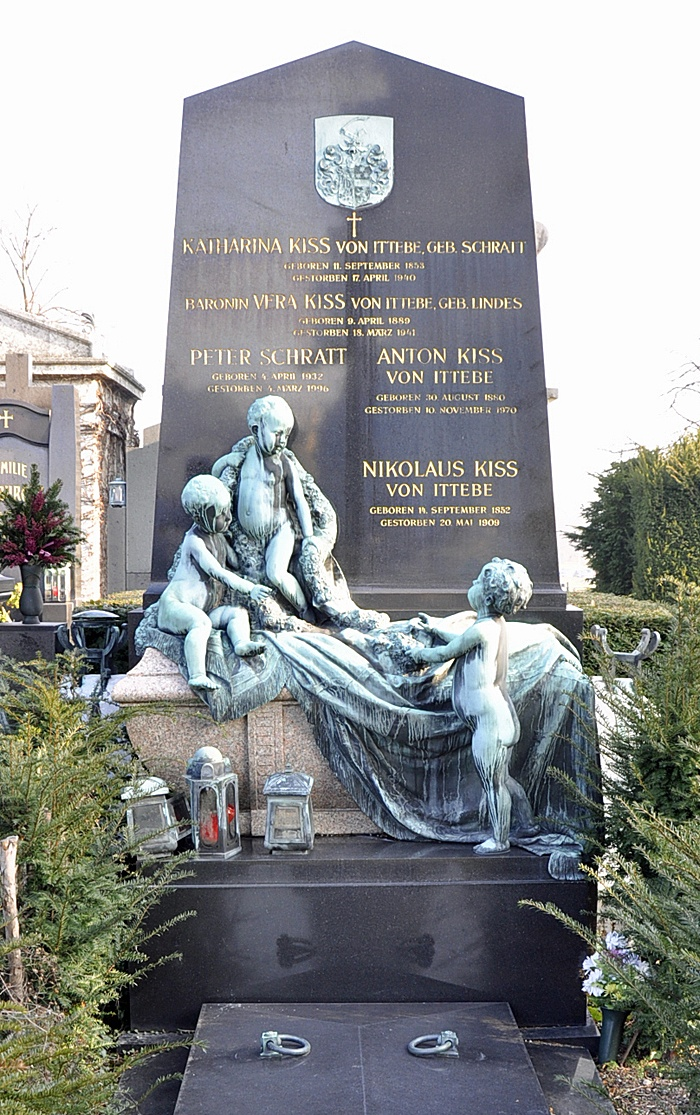
Grab der Kiss von Ittebe und Schratt auf dem Hietzinger Friedhof

Beim Tod Kaiser Franz Josephs am 21. November 1916 war Katharina Schratt in Schloss Schönbrunn anwesend und wartete gemeinsam mit der Familie in einem Nebenraum des Sterbezimmers. Nach dem Ableben des Monarchen führte der neue Kaiser Karl I. sie am Arm zum Sterbelager. Sie legte zwei weiße Rosen in die Hände des verstorbenen Kaisers, die ihm mit in den Sarg gegeben wurden. An der Beerdigung des Kaisers nahm sie jedoch nicht teil; der Hof hatte ihr keinen Platz reserviert. Zu ihrer großen Enttäuschung war sie im Testament Franz Josephs von diesem nicht berücksichtigt worden. Sie wendete sich an Kaiser Karl I. mit der Bitte um eine finanzielle Zuwendung, die ihr allerdings nicht gewährt wurde.
Nach dem Tod Franz Josephs lebte die ehemalige Schauspielerin fast völlig zurückgezogen in ihrer 500 m² großen Wohnung im dritten Stock ihres Palais. Nur hin und wieder trat die engagierte Tierliebhaberin (sie selbst besaß zeitweise einen Affen, drei Papageien und sieben Hunde) an die Öffentlichkeit, etwa für Lesungen zugunsten wohltätiger Organisationen. Ansonsten wurde das Legen von Puzzles zu einer ihrer Hauptbeschäftigungen. Sie lebte allerdings bis ins Alter einen recht aufwendigen Lebensstil, den sie nur durch den allmählichen Verkauf ihrer Liegenschaften und ihrer Wertgegenstände aufrechterhalten konnte.
In ihren späten Jahren wurde Katharina Schratt zu einer tief religiösen Frau, die täglich die Messe besuchte und mehrmals in der Woche zur Grabstätte des verstorbenen Kaisers in der Kapuzinergruft pilgerte. Über ihre Beziehung zum Kaiser wahrte sie strengste Diskretion. Am 17. April 1940 starb Katharina Schratt im Alter von 86 Jahren an Altersschwäche. Sie wurde auf dem Friedhof Hietzing (Gruppe 19, Nummer 108) in Wien beigesetzt.

## Familie
Der Großvater Chrysostomus Schratt (1773–1851) stammte aus Konstanz, studierte in Wien Medizin und kam als Wundarzt nach Baden, wo er zuerst in einem Lazarett Franzosen und später Russlandheimkehrer behandelte. Seine Ehefrau war Rosalia, geb. Binz (1781–1856), Tochter des Wiener Buchhändlers und Antiquars Johann Georg Binz, der aus Gündlingen im Breisgau stammte. Schratt tat sich bei der unentgeltlichen Behandlung der Insassen des Wohltätigkeitshauses hervor. Durch seine Veterinärkenntnisse bekämpfte er auch Tierseuchen.
Der ältere Bruder war Heinrich Schratt (1851–1940). Er war in der Landwirtschaft tätig, war einige Jahre in den Vereinigten Staaten, von wo er 1876 zurückkehrte, als der Vater schwer erkrankte. Er betrieb im Schratthaus in Baden einen Milchausschank der Pinzgauer Molkerei sowie eine kleine Landwirtschaft mit Rindern. 1890 verließ er aber mit seiner Frau Baden und ging nach Kärnten an den Längsee. Er verstarb mit fast 90 Jahren am 5. September 1940 im Landeskrankenhaus in Sankt Veit an der Glan und wurde am Ortsfriedhof von Sankt Georgen am Längsee beigesetzt.
Der jüngste unter den drei Geschwistern war Rudolf Schratt (1860–1952). Er hatte wie seine Schwester ebenso Interesse am Theater, wo er sich auch in jüngeren Jahren versuchte, studierte aber schließlich in Mittweida in Sachsen Maschinenbau und arbeitete anschließend wieder in Österreich. Mit zunehmendem Alter widmete er sich wieder dem öffentlichen Leben in Baden und damit auch dem Theater. So stammten von ihm die Entwürfe und Ideen der Sommerarena Baden mit ihrem verschiebbaren Glasdach.
Der Burgschauspieler Peter Schratt (1932–1996) war ihr Großneffe.

## Theaterrollen
- 1885: Elise in Der Geizige von Molière
- 1886: Porzia in Der Kaufmann von Venedig von William Shakespeare
- 1890: Elisabeth in Don Karlos von Friedrich Schiller
- 1894: Franziska in Minna von Barnhelm von Gotthold Ephraim Lessing
- 1900: Dorine in Tartuffe von Molière

## Filmografie
- 1920: Der Ochsenkrieg